# Laura McAllister
Laura McAllister OBE (Bridgend, 10 de dezembro de 1964), é uma acadêmica galea, ex-jogadora de futebol internacional e administradora esportiva sênior. Ela é membro da Learned Society of Wales e recebeu a Excelentíssima Ordem do Império Britânico (OBE). Como jogadora da seleção feminina de futebol do País de Gales, Laura somou 24 internacionalizações e atuou como capitã do time. Atualmente, ela é professora de Políticas Públicas e Governança do País de Gales no Centro de Governança do País de Gales, na Universidade de Cardiff, localizada em Cardívio, no País de Gales, no Reino Unido. Ela foi anteriormente professora de Governança na Universidade de Liverpool, na Inglaterra. Ela foi nomeada Comandante da Ordem do Império Britânico (CBE) nas honras de aniversário da Rainha da Inglaterra de 2016 por serviços prestados ao esporte. Ela foi membro do conselho da Stonewall, de 2012 a 2015, e atualmente é membro do conselho do Institute of Welsh Affairs. Ela é presidente do Welsh Sports Hall of Fame e diretora não-executiva da agência de busca de executivos da Goodson Thomas. Ela foi homenageada como uma das 100 mulheres da BBC em dezembro de 2022.

## Carreira acadêmica
Laura McAllister é ex-aluna da Ysgol Glyndwr and Bryntirion Comprehensive School, em Bridgend. Ela se formou na London School of Economics (onde concluiu um bacharelado, se graduando com honras em Governança) e na Universidade de Cardife (onde concluiu o doutorado em Política). Ela foi professora de governança na Escola de Gestão, da Universidade de Liverpool, entre 1998 e outubro de 2016.
Ela foi membro da Assembléia Nacional do Conselho de Remuneração do País de Gales (2014 a 2015), consultora do Painel Independente sobre Remuneração e Apoio dos Membros da Assembleia (2008 a 2009) e membro da Comissão Richard (2002 e 2004). Ela assessorou o Painel Independente sobre Pagamento e Apoio dos AMs, 2008–10 e foi Presidente do Painel de Especialistas sobre Reforma Eleitoral da Assembleia, que publicou seu relatório "Um Parlamento que Funciona para o País de Gales" em dezembro de 2017. Em outubro de 2021, ela foi nomeada co-presidente da Comissão Constitucional Independente do País de Gales, no Reino Unido.

## Carreira em clubes
Laura McAllister era atleta de clube (meia distância) e jogava netball e hóquei. Ela não jogou futebol organizado até ingressar no Millwall Lionesses, enquanto estudava na London School of Economics. Ao retornar ao País de Gales, ela passou 12 anos no clube Cardiff City. Laura foi capitã do clube e conquistou duas medalhas de ouro da Copa Welsh Feminina e foi promovida à FA Women's Premier League com o Cardiff City.

## Carreira internacional
Em 1992, Laura McAllister foi uma das três jogadoras de futebol que pressionou o secretário da Football Association of Wales (FAW), Alun Evans, para conceder reconhecimento ao futebol feminino no País de Gales. Uma equipe oficial foi montada e entrou no torneio de qualificação para o Campeonato Feminino da UEFA de 1995. Laura fez sua estreia na segunda partida do País de Gales, em uma derrota por 12-0 para a eventual vencedora Alemanha, em Bielefeld, cidade alemã do estado da Renânia do Norte-Vestfália. Ela somou um total de 24 internacionalizações pelo País de Gales e foi capitã da equipe em várias ocasiões.

## governança esportiva
Laura McAllister foi presidente do Sport Wales entre 2010 e março de 2016. Nessa função, ela supervisionou o período de maior sucesso para o esporte de elite no País de Gales, com o País de Gales conquistando um número recorde de medalhas nos Jogos da Commonwealth de 2014, nas Olimpíadas e Paraolimpíadas de Londres de 2012 e nas Olimpíadas e Paraolimpíadas do Rio de 2016. Ela também foi membro do conselho da UK Sport entre 2010 e 2016, quando o Team GB quebrou seus recordes de medalhas. Atualmente, ela é diretora da Football Association of Wales Trust. Laura foi indicada pela Associação de Futebol do País de Gales para eleição como membro feminino do Conselho da FIFA da UEFA, mas foi impedida de concorrer.

## Política e mídia
Laura McAllister foi candidato ao Parlamento de Plaid Cymru, em 1987 e 1992, mas deixou o partido logo depois. Atualmente, ela é comentarista política da BBC e de outras plataformas de mídia. Ela comenta regularmente nas mídias internacional e galesa sobre política, eleições e políticas públicas galesas.
Em 10 de fevereiro de 2022, Laura foi membro do painel do Question Time da BBC. Laura foi a única mulher galesa a ser incluída na lista das 100 mulheres de 2022 da BBC, ao lado de Priyanka Chopra Jonas, Geraldina Guerra Garcés, Selma Blair e outras 96.

## Visita ao Catar
Enquanto seguia o País de Gales para a Copa do Mundo FIFA de 2022, Laura McAllister foi impedida de entrar no estádio antes do jogo de abertura com um chapéu com um arco-íris. Funcionários da Federação Internacional de Futebol (FIFA) disseram a ela que o chapéu era um "item restrito" e tentaram confiscar dela. As tentativas de separar Laura de seu chapéu pareciam estar relacionadas a uma repressão no Catar a itens que continham um arco-íris e afetaram vários outros fãs, incluindo o ex-jornalista da Sports Illustrated dos EUA, Grant Wahl, que foi preso por causa de uma camiseta e o um repórter do The New York Times que tentou relatar o incidente acabou endo pego pela repressão.

## Vida pessoal
Laura McAllister e sua companheira, Llinos Jones, têm dois filhos.